# Päidla Mõisajärv
Päidla Mõisajärv (est. Mõisajärv, Päidla Mõisajärv, Päidla järv) – jezioro w Estonii,  w prowincji Valgamaa, w gminie Palupera. Należy do pojezierza Päidla (est. Päidla järved) na zachód od wsi Päidla. Ma powierzchnię 15,3 ha linię brzegową o długości 1808 m, długość 640 m i szerokość 320 m. Sąsiaduje z jeziorami Kalmejärv, Päidla Väikejärv, Näkijärv, Päidla Kõverjärv. Położone jest na terenie obszaru chronionego krajobrazu Otepää looduspark. Jezioro zamieszkują m.in. następujące gatunki ryb:  okoń, płoć, szczupak, płoć, wzdręga, leszcz, lin, ukleja.